# 于懿妃
端惠懿妃，亦稱為于懿妃（?—?），名失考，明朝明穆宗隆慶帝朱載坖之妃。

## 生平
于氏的出生及入宮時間均無考。隆慶六年（1572年）閏二月二十日，冊封莊氏為敬妃，李氏為恭妃，于氏為懿妃，葉氏為奇妃，成國公朱希忠、英國公張溶、定西侯蔣佑、德平伯李銘持節，大學士高拱、張居正、尚書高儀、潘晟捧冊行禮，同年五月二十六日，隆慶帝駕崩。于懿妃在何年薨逝暫不詳，但是《太常續考》有「端惠懿妃」及「昭陵十三妃……懿妃于氏葬金山」之記載。此外，《宛署雜記》〈經費上、陵園）條曰：「小祭七十六處……端惠懿妃于氏……各壹兩肆錢」，其〈恩澤、墳墓〉條亦曰「昭陵妃……懿妃于氏……俱葬金山」由此可知，于懿妃之諡號為「端惠」，薨逝後葬於金山。由於《宛署雜記》中沈榜之〈自序〉乃成於「萬曆壬辰」（即萬曆二十年），故可推斷于懿妃在萬曆二十年（1592年）已去世。

## 懿妃冊文
《明穆宗莊皇帝實錄》隆慶六年閏二月丙子條所收錄的懿妃冊文，節錄如下：
```
「四星拱極，麗天漢以垂文；六寢備官，副皇闈而肅治。匪取充於魚貫，將資助於雞鳴。必有徽音，乃孚顯命。爾于氏，清姿玉粹，淑德蘭馨。姆教夙閑，早被紫庭之選；婦儀允備，動遵彤史之規。宜晉崇班，用彰茂渥。茲特遣使持節，封爾為懿妃，錫之冊命。於戲！龍章渙號，貴已亞於軒宮；翟禕升華，榮更宜於象服。爾尚祗承光寵，益篤虔恭。永懷鳴佩之風，懋贊求衣之化。」
```